# 烏丸光徳
烏丸 光徳（からすまる みつえ、天保3年7月20日（1832年8月15日） - 明治6年（1873年）8月15日）は、幕末・明治期の政治家。尊王攘夷派公家として活動し、明治維新後は初代東京府知事を務めた。

## 生涯
天保3年（1832年）、権大納言烏丸光政の子として生まれる。
慶応3年（1867年）12月、王政復古によって新設された参与の一人となる。慶応4年/明治元年（1868年）4月に参議となり、5月には東征大総督有栖川宮熾仁親王とともに江戸に下向、軍政下で江戸府が開設されると、5月24日に江戸府知事となった。江戸には旧江戸幕府町奉行所を吸収した南北市政裁判所が置かれていたが、7月22日に南北市政裁判所を合併して東京府が設置される。烏丸光徳は8月20日付で初代東京府知事となった。東京府設置後も府の実態は市政裁判所の延長に過ぎず、京都から来た公卿は知事としての職務を遂行することが難かった。11月7日には東京府知事を辞任し、京都に戻った。明治2年（1869年）には賞典禄50石を授けられ、華族制度の発足によって華族になっている。
明治2年（1869年）9月に宮内大輔となったが、宮中改革の実行には力量不足と判断され、明治4年（1871年）6月に辞任。その後、皇后宮大夫を務めた。

## 年譜
- 天保3年7月20日（1832年8月15日）  - 烏丸光政の子として生まれる。
- 元治2年2月7日（1865年3月4日） - 子の烏丸光亨が生まれる。
- 元治2年2月25日（1865年3月22日） - 3男の南部光臣（のち南部甕男の養子となる）が生まれる。
- 慶応3年（1867年）12月 - 参与となる。
- 慶応4年1月（1868年） - 征討参謀として大和国へ出向。
  - 2月20日（1868年3月13日） - 軍防事務局権輔となる。
  - 3月 - 大坂出張軍曹支配となる。
  - 4月22日（1868年5月14日） - 参議となる。
  - 5月 - 有栖川宮熾仁親王東征大総督、三条左大臣附属として江戸へ下向。
  - 5月24日（1868年7月13日） - 江戸府知事となる。
  - 6月5日（1868年7月24日） - 鎮台補兼務となる。
  - 7月22日（1868年9月8日） - 南北市政裁判所を合併して東京府を設置する。
  - 8月17日（1868年10月2日） - 東京府が開庁される。
  - 8月20日（1868年10月5日） - 初代東京府知事となる。
  - 9月2日（1868年10月17日） - 全業務を南裁判所から府庁へ移して執務を開始。
- 明治元年11月7日（1868年12月20日） - 東京府知事を退任し、京都に戻る。
明治元年時点で、従四位下。
- 明治2年9月10日（1869年10月14日） - 宮内大輔となる。
- 明治4年6月25日（1871年8月11日） - 宮内大輔を辞する。

## 系譜
公卿（名家）烏丸家に生まれた。
父母
- 父：烏丸光政

兄弟姉妹
- 正（三条実万養女、山内豊信夫人）
- 良子（五条為栄夫人）
- 藤子（秋月種樹夫人）

妻
- 久世通理の三女・隋姫（よりひめ）

子女
- 烏丸光亨
- 南部光臣（南部甕男養子）
- 郁（村田岩次郎夫人）
- 櫻野光正